# László Jenő
László Jenő (1891-ig Lővi, Szatmárnémeti, 1878. március 5. – Budapest, 1919. december 29.) ügyvéd, politikus, a kommün idején a Budapesti Forradalmi Törvényszék politikai biztosa.

## Élete
Lőwi/Lőwy Miksa könyvkereskedő és Lőwi/Lőwy Amália fia. Érettségi vizsgáját követően költözött fel a fővárosba, hogy jogot tanuljon. Még jogászhallgatóként lépett be az MSZDP-be, cikkeket közölt tőle az Előre és a Munkás Ifjúság is. 1906. június 30-án tett ügyvédi vizsgát Marosvásárhelyen, ügyésze volt a Vas- és Fémmunkások Országos Szövetségének és a fuvaros-szakszervezetnek. A munkások jogaiért harcolt, anyagi lehetőségei korlátozottak voltak. Állandó védőként működött közre a választójogi harc során letartóztatott és bíróság elé állított szocialisták ügyeiben. A Népszavában 1907-ben megjelent egy cikksorozata, amelyben támadta a vármegyei dzsentri közigazgatást. 1907-ben csatlakozott az Alpári Gyula által vezetett, MSZDP-n belüli baloldali csoporthoz. Ugyanezen év augusztus 10-én Budapesten az V. kerületben házasságot kötött Messinger Arankával, Messinger Samu és Jakobovics Rozália lányával. A szociáldemokrata párt XIV. kongresszusán a munkások helyzetének javítását célzó javaslatot terjesztett be, amely elfogadásra került. Az októberi polgári demokratikus forradalmat követően résztvevője volt a KMP megalakításának, majd ezen párt első Központi Bizottságának tagja, valamint a párt ügyésze lett. 1918 decemberében Pozsonyban szerepet vállalt a szlovák kommunista párt létrehozásában is. 1919. február 20-án számos kommunistával egyetemben őt is letartóztatták, később kiszabadult.
A Tanácsköztársaság alatt a forradalmi törvényszékek fővádbiztosaként tevékenykedett, a Budapesti Forradalmi Törvényszék politikai biztosa volt. E beosztásában a politikai túszként letartóztatottakkal cinikus volt, és minden olyan kérelmet visszautasított, amely a foglyok körülményeinek javítására irányult. Célja volt a proletárdiktatúra megszilárdítása, amelyért kitartóan harcolt. Miután a kommün megbukott, letartóztatták, és heteken keresztül kínozták. A gyorsított eljárás során arra hivatkozott, hogy beszámíthatatlan elmeállapotú, de a vizsgálat ezt kizárta. Halálra ítélték, kegyelmi kérvényét a Kúria elutasította. 1919. december 29-én nyolc társával együtt kivégezték. A kivégzettek között volt Korvin Ottó és Kohn-Kerekes Árpád is. Hamvait a munkásmozgalmi pantheon falába temették.

## Emlékezete
Az utca 1916 óta az utca Vajkay utca, 1963-tól, a szocializmus idején utca volt róla elnevezve az V. kerületben 1990-ig, ugyanitt emléktáblája is volt. Neve azóta ismét Vajkay utca,

### Lexikoncikkek
- Új magyar életrajzi lexikon. Főszerk. Markó László. Bp., Magyar Könyvklub.
- Révai Új Lexikona. Főszerk. Kollega Tarsoly István. Szekszárd, Babits, 1996-.
- Magyar Nagylexikon. Főszerk. Élesztős László (1-5. k.), Berényi Gábor (6. k.), Bárány Lászlóné (8-). Bp., Akadémiai Kiadó, 1993-.
- Gulyás Pál: Magyar írók élete és munkái. Bp., Magyar Könyvtárosok és Levéltárosok Egyesülete, 1939-2002. 7. kötettől sajtó alá rend. Viczián János

### Újságcikkek
- Kelen Józsefné: Vértanúk dicsőséges emléke. Szabad Nép, 1957. december 29.
- Mártírok emlékezete. Népszabadság, 1959. december 29.
- Tisztelettel adózunk a forradalom katonáinak. Esti Budapest, 1954. december 29.
- Szőcs Ferenc: "Margit körúti fogházban." – László Jenő és Korvin Ottó halálának 40. évfordulóján. = Lobogó. 1959. december 30.